# Krížovany
Krížovany es un municipio del distrito de Prešov en la región de Prešov, Eslovaquia, con una población estimada a final del año 2024 de 342 habitantes.
Se encuentra ubicado en el centro-sur de la región, en el valle del río Torysa (cuenca hidrográfica del río Tisza) y cerca de la frontera con la región de Košice.

## Demografía
| Año        | 1994 | 2004    | 2014    | 2024  |
| ---------- | ---- | ------- | ------- | ----- |
| Población  | 383  | 363     | 380     | 342   |
| Diferencia |      | −5,22 % | +4,68 % | −10 % |

| Año        | 2023 | 2024    |
| ---------- | ---- | ------- |
| Población  | 341  | 342     |
| Diferencia |      | +0,29 % |